# 松江玉造インターチェンジ
松江玉造インターチェンジ（まつえたまつくりインターチェンジ）は、島根県松江市玉湯町布志名の、山陰自動車道上にあるインターチェンジ。ここから西側（宍道・出雲方面）は、出雲IC・三刀屋木次IC（松江自動車道）まで西日本高速道路（NEXCO西日本）管理の有料区間の高速自動車国道。東側（米子・鳥取方面）は、東出雲ICまで国道9号バイパス（松江道路）の無料区間。
なお、当ICに接続する一般道は玉造温泉方面のみの接続で、松江市街地方面へ行くことができない。
ICの約1km西側に松江玉造料金所（本線料金所）が設置されている。

## 道路
- E9 山陰自動車道（27番）

## 接続する道路

### 直接接続
- 国道9号（玉湯バイパス）
- 国道54号（国道9号と重複）
  - 山陰道の東出雲ICから当ICまでの区間と玉湯バイパスは、公式には松江道路として連続している区間である。

## 料金所
- 米子・鳥取方面は無料区間のためなし
- 出雲・三次方面は約1km西側の松江玉造TBで通行料金の徴収を行うためなし

## 周辺
- 玉造温泉

## 備考
- 名和IC・大山PA・西尾IC - 宍道湖SA間にはSA・PAが全くないため、島根県東部高速道路利用促進協議会では、「手軽に使える高速道路トイレマップ」[1]を用意している。
- ICの約1km西側にある松江玉造TBの料金所北側の事務所外側にトイレ（男女兼用）を設置している。ただし、利用の際は当ICから一般道へ出る必要がある。

## 隣
E9 山陰自動車道
(25) 松江中央IC - (26) 松江西IC - (27) 松江玉造IC - 松江玉造TB - 宍道湖SA - (28) 宍道IC